# 彼得·阿伯拉罕姆斯

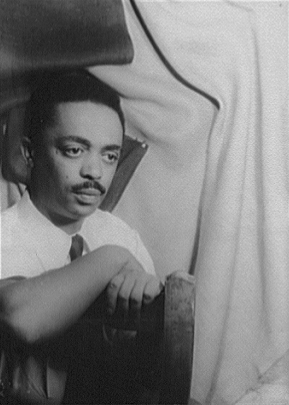
彼得·阿伯拉罕姆斯 由卡尔·范外克特恩攝於 1955 年

彼得·阿伯拉罕姆斯（Peter Abrahams，1919年3月3日—2017年1月18日），南非小说家，其《矿工》、《雷霆之路》等小说真实地反映了种族隔离政策下有色人的悲惨生活，被认为是最有影响的南非作家之一。

## 生平
阿伯拉罕姆斯父亲是埃塞俄比亚人，他生于南非约翰内斯堡黑人居住区弗里德多普。1939年离开南非，先作水手，然后在伦敦作记者，其间曾结识了多位黑人领导人和作家，比如肯尼亚国父乔莫·肯雅塔。1945年他发表了《城市的声音》，第二年发表代表作之一《矿工》，引起评论家的普遍关注。在后来的《雷霆之路》和回忆录《自由的故事：非洲的回忆》中，他对南非的种族隔离制度进行了批评。1956年前往牙买加居住。曾任《西印度群岛经济学家》编辑，并主持广播节目《西印度群岛新闻》。

## 主要作品
- 《矿工》（1943年）描写一个到金矿谋生的青年农民的遭遇，反映了种族隔离政策统治下黑人的痛苦生活。
- 《雷霆之路》（1948年）描写一个有色人青年，由于爱上一个白人姑娘，触犯了种族隔离的戒律，惨遭南非种族主义者杀害。
- 《野蛮的征服》（1950），描写历史上布尔人的大迁徙过程，反映了曾捍卫自己独立的布尔人变成对当地局面的野蛮征服者的过程。
- 《自由的故事：非洲的回忆》（1954）
- 《为乌杜诺而愤怒》（1956）
- 《夜深沉》（1965）
- 《该岛今日》（1966）